# 케랑가스
케랑가스 (영어:Keranggas 혹은 Kranggas)는 말레이시아 사라왁에 위치한 이반족의 마을이다. 약 163.2 킬로미터 (101 mi)정도의 넓이이고, 주도는 쿠칭의 동쪽에 있다.
이곳에 있는 마을들은 전기를 지속적으로 공급하기 위해 마이크로 수력 발전기(저댐)를 사용하고 있다.
2010년 가와이 축제 기간 동안 이 마을에 평소에는 드물게 보이는 새인 코뿔새 (Aceros corrugatus)가 찾아왔다.
이웃 지역은 다음과 같다.
- 멘주아우 1.9 킬로미터 (1.2 mi)   동쪽
- 셀라동 2.6 킬로미터 (1.6 mi)   남동쪽
- 바이어 5.9 킬로미터 (3.7 mi)   서쪽
- 바티칼 5.9 킬로미터 (3.7 mi)   서쪽
- 베간통 6.7 킬로미터 (4.2 mi)   남동쪽
- 얌부 7.4 킬로미터 (4.6 mi)   서쪽
- 얀팅 7.4 킬로미터 (4.6 mi)   북쪽